# Plouha
Plouha är en kommun i departementet Côtes-d'Armor i regionen Bretagne i nordvästra Frankrike. Kommunen ligger i kantonen Plouha som tillhör arrondissementet Saint-Brieuc. År 2022 hade Plouha 4 677 invånare.

## Befolkningsutveckling
Antalet invånare i kommunen Plouha
Referens:INSEE